# حلية شبكية
الحلية الشبكية تصميم زخرفي متشابك محفور إما بنقش منخفض على خلفية صلبة أو مقطوع باستخدام منشار حنق أو منشار قطل ، أو منشار أركت ، أو منشار زخرفة رفيع. معظم أنماط الحلية هندسية. المواد الأكثر استخدامًا هي الخشب والفلز. تستخدم الحلية الشبكية لتزيين الأثاث والآلات الموسيقية. يستخدم المصطلح أيضًا للمشبك على النوافذ والأبواب الزجاجية. يستخدم الحلية الشبكية أيضًا لتزيين عناصر العمارة الأُخر مثل الكتيفة والجملون.

## الصور

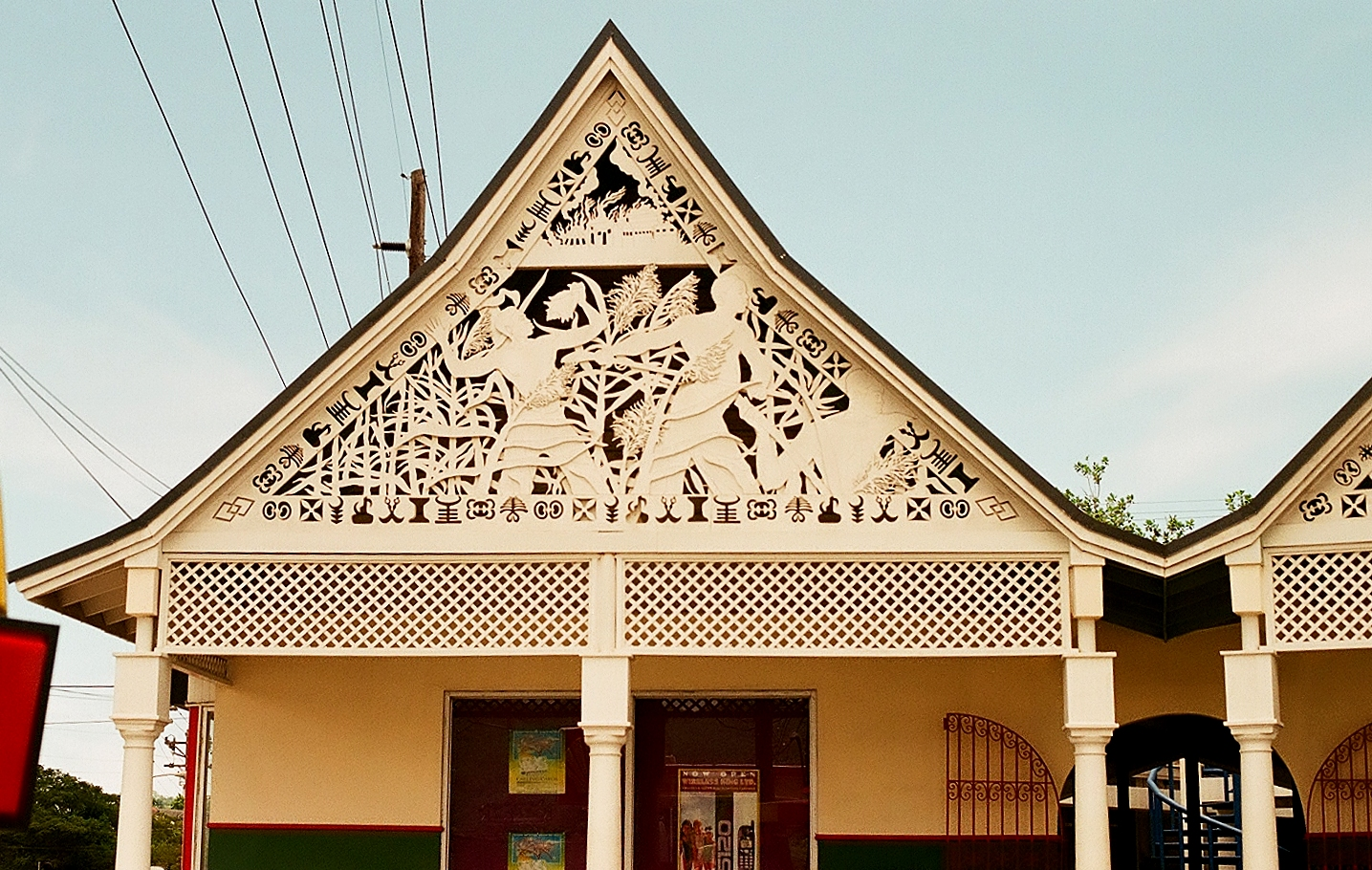
جملون بحلية شبكية
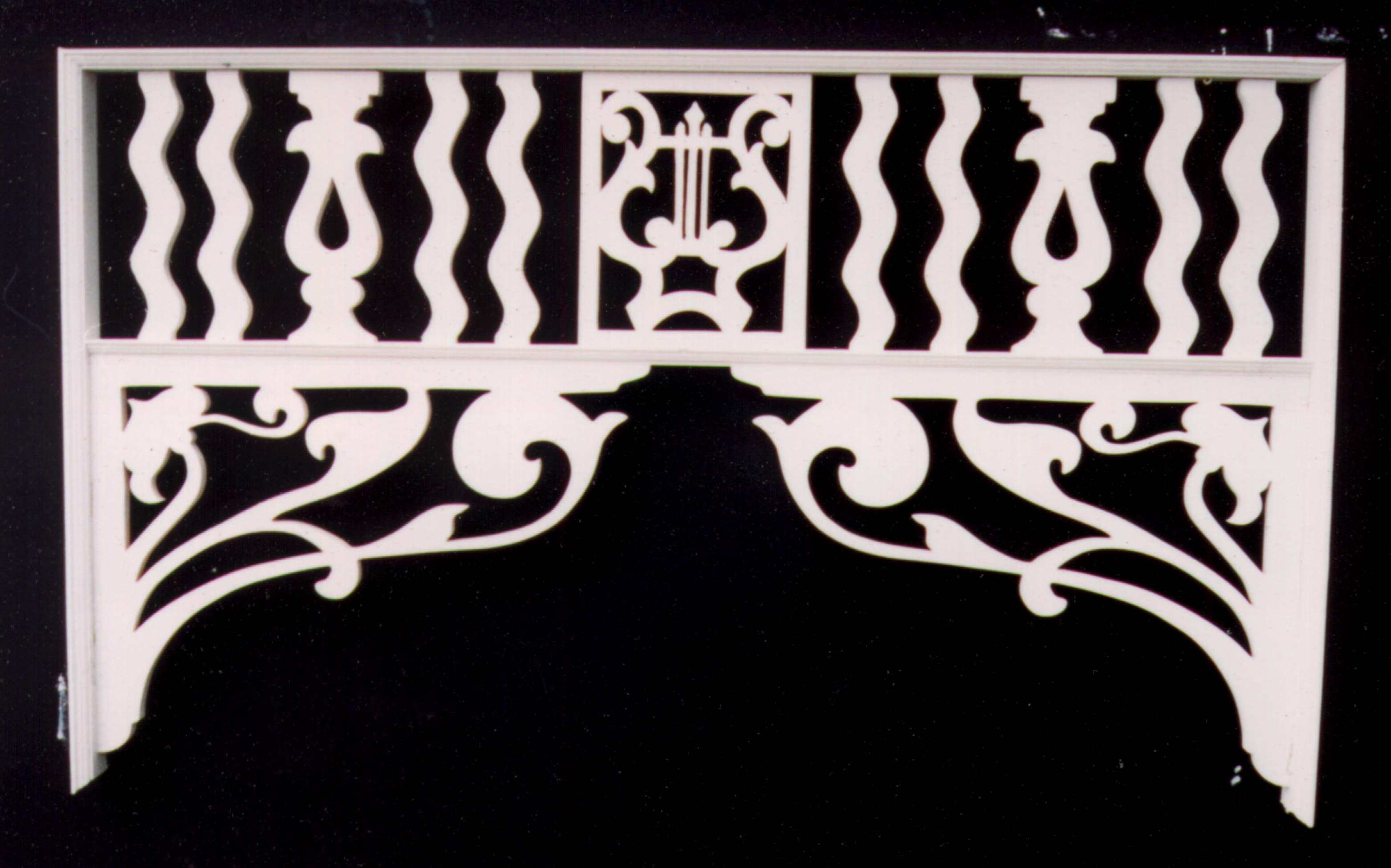
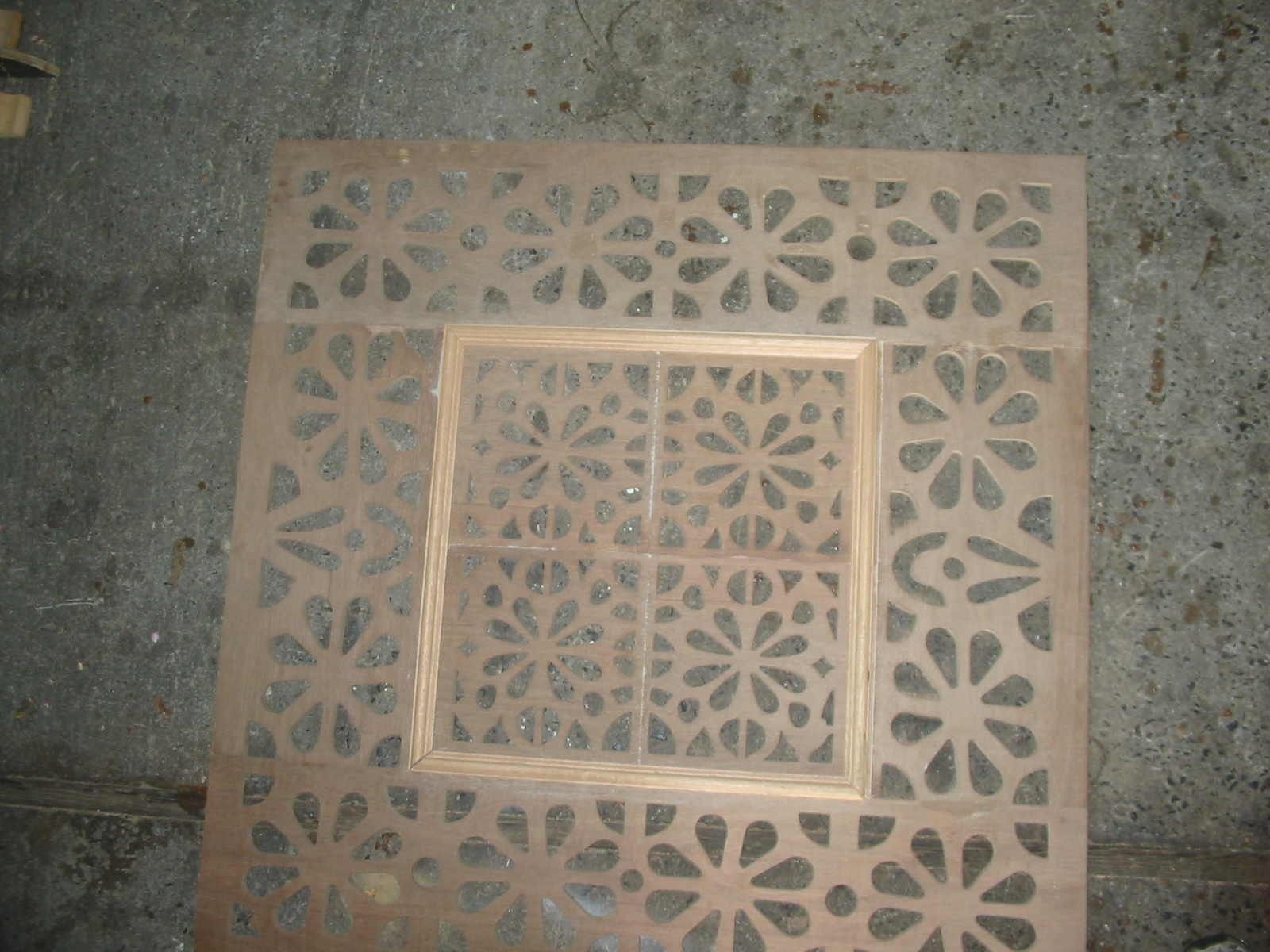
حلية شبكية لفتحة تهوية
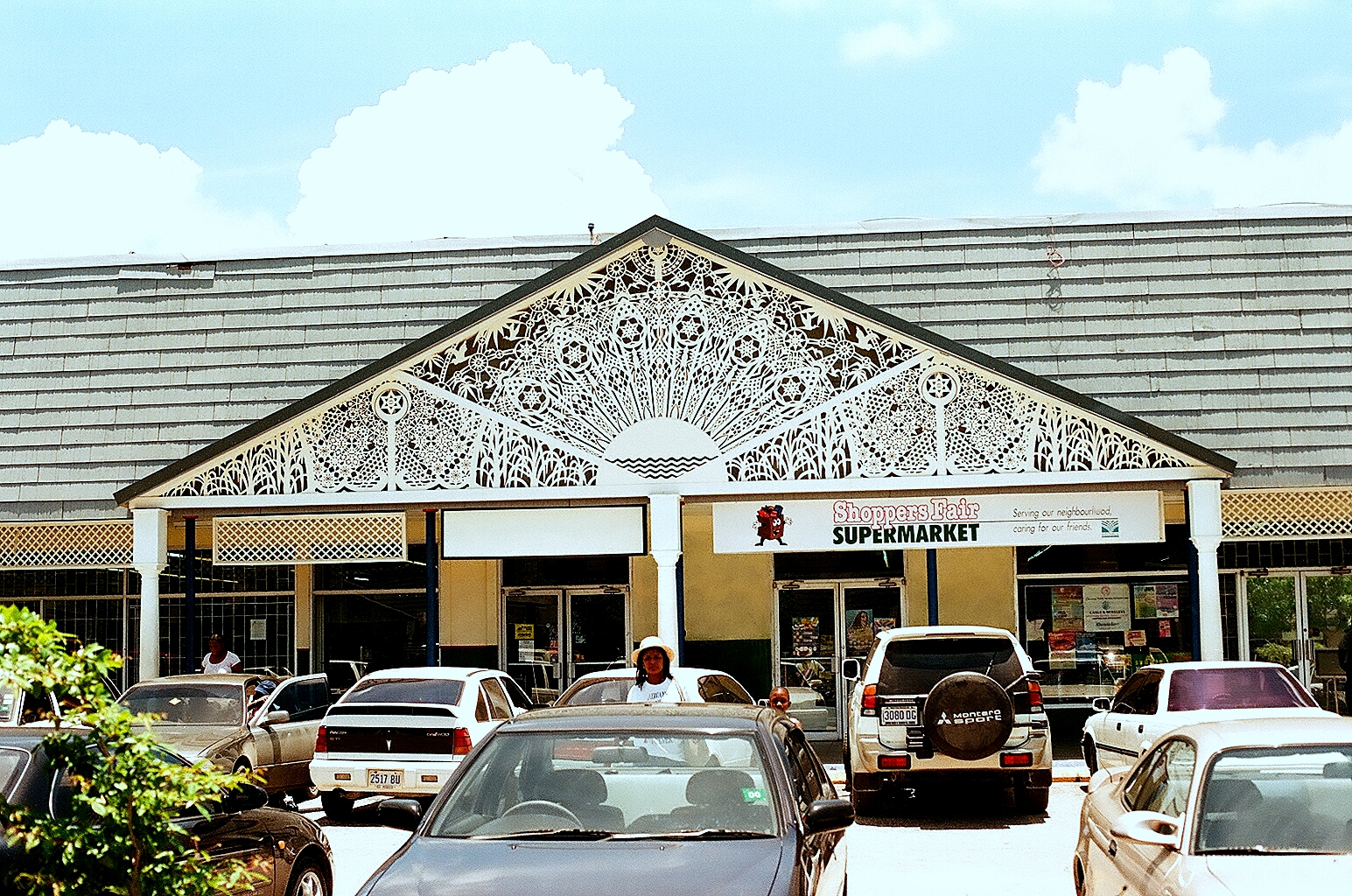